# 546 v.Chr.
Het jaar 546 v.Chr. is een jaartal volgens de christelijke jaartelling.

## Gebeurtenissen
Babylonië
- Koning Nabonidus van Babylon vindt bij opgravingen bij de tempel van Burnaburiash, die Nebukadnezar II ontdekt heeft een 700 jaar oudere inscriptie.
- Nabonidus restaureert de tempel van Shamash en laat er een eigen inscriptie achter.
- In Babylon heerst door de afwezigheid van Nabonidus en zijn zoon Belshazzar onrust, vooral doordat er hongersnood is ontstaan door het wanbeleid.
- De Babylonische gouverneur (Gobryas of Gubaru) van Gutium (Elam) loopt over naar de Perzen. Dit is een grote bedreiging voor Babylon.
- De Elamieten onder Gobryas vallen Akkad en Uruk binnen.

Griekenland
- Phormion wordt benoemd tot archont van Athene.

Perzische Rijk
- Het Perzische Rijk van de Achaemeniden verovert Phrygië en Lycië.

## Overleden
- Anaximandros van Milete (610 v.Chr. - 546 v.Chr.), presocratische filosoof (64)